# Tour der australischen Rugby-Union-Nationalmannschaft nach Neuseeland 1986
| Tour der Wallabies nach Neuseeland 1986 | Tour der Wallabies nach Neuseeland 1986 | Tour der Wallabies nach Neuseeland 1986 | Tour der Wallabies nach Neuseeland 1986 | Tour der Wallabies nach Neuseeland 1986 |
| Übersicht                               | S                                       | G                                       | U                                       | N                                       |
| --------------------------------------- | --------------------------------------- | --------------------------------------- | --------------------------------------- | --------------------------------------- |
| Test Matches                            | 03                                      | 02                                      | 0                                       | 1                                       |
| Sonstige Spiele                         | 11                                      | 09                                      | 1                                       | 1                                       |
| Gesamt                                  | 14                                      | 11                                      | 1                                       | 2                                       |
|                                         |                                         |                                         |                                         |                                         |
| Neuseeland                              | 03                                      | 02                                      | 0                                       | 1                                       |

Die Tour der australischen Rugby-Union-Nationalmannschaft nach Neuseeland 1986 umfasste eine Reihe von Freundschaftsspielen der Wallabies, der Nationalmannschaft Australiens in der Sportart Rugby Union. Das Team reiste von Juli bis September 1986 durch Neuseeland und bestritt während dieser Zeit 14 Spiele. Darunter waren drei Test Matches gegen die All Blacks, die mit zwei Siegen und einer Niederlage endeten. Dadurch konnte Neuseeland den Bledisloe Cup zurückerobern. In den übrigen Spielen gegen Auswahlteams mussten die Australier eine weitere Niederlage hinnehmen, dennoch war diese Tour eine der erfolgreichsten überhaupt.

## Spielplan
- Hintergrundfarbe grün = Sieg
- Hintergrundfarbe gelb = Unentschieden
- Hintergrundfarbe rot = Niederlage

(Test Matches sind grau unterlegt; Ergebnisse aus der Sicht Australiens)
| #  | Datum              | Gegner                                | Ort              | Stadion                       | Ergebnis |
| -- | ------------------ | ------------------------------------- | ---------------- | ----------------------------- | -------- |
| 01 | 23. Juli 1986      | Waikato Rugby Union                   | Hamilton         | Rugby Park                    | 21:21    |
| 02 | 26. Juli 1986      | Manawatu Rugby Union                  | Palmerston North | Showgrounds Oval              | 9:6      |
| 03 | 30. Juli 1986      | Wairarapa Bush Rugby Football Union   | Masterton        | Memorial Park                 | 18:6     |
| 04 | 02. August 1986    | Counties Manukau Rugby Union          | Pukekohe         | Pukekohe Stadium              | 21:3     |
| 05 | 05. August 1986    | Whanganui Rugby Football Union        | Wanganui         | Cooks Gardens                 | 24:14    |
| 06 | 09. August 1986    | Neuseeland                            | Wellington       | Athletic Park                 | 13:12    |
| 07 | 12. August 1986    | Buller Rugby Football Union           | Westport         | Victoria Square               | 62:0     |
| 08 | 16. August 1986    | Canterbury Rugby Football Union       | Christchurch     | Lancaster Park                | 10:30    |
| 09 | 19. August 1986    | South Canterbury Rugby Football Union | Timaru           | Fraser Park                   | 33:11    |
| 10 | 23. August 1986    | Neuseeland                            | Dunedin          | Carisbrook                    | 12:13    |
| 11 | 27. August 1986    | Southland Rugby Football Union        | Invercargill     | Rugby Park Stadium            | 55:0     |
| 12 | 30. August 1986    | Bay of Plenty Rugby Union             | Rotorua          | Rotorua International Stadium | 41:13    |
| 13 | 02. September 1986 | Thames Valley Rugby Football Union    | Thames           |                               | 31:7     |
| 14 | 06. September 1986 | Neuseeland                            | Auckland         | Eden Park                     | 22:9     |

## Test Matches
| 9. August 1986 | Neuseeland                                                         | 12 : 13       | Australien                                                     | Athletic Park, Wellington Zuschauer: 27.000 Schiedsrichter: Derek Bevan (Wales) |
| 9. August 1986 | Versuche: Brooke-Cowden Erhöhungen: Cooper Straftritte: Cooper (2) | (0:9) Bericht | Versuche: Burke Campese Erhöhungen: Lynagh Straftritte: Lynagh | Athletic Park, Wellington Zuschauer: 27.000 Schiedsrichter: Derek Bevan (Wales) |

Aufstellungen:
- Neuseeland: Brent Anderson, Kevin Boroevich, Frano Botica, Mike Brewer, Mark Brooke-Cowden, Gregory Cooper, Andy Earl, Sean Fitzpatrick, David Kirk , John Kirwan, Brian McGrattan, Michael Speight, Joe Stanley, Arthur Stone, Terry Wright
- Australien: Matthew Burke, Bill Campbell, David Campese, Steve Cutler, Nick Farr-Jones, Peter Grigg, Mark Hartill, Thomas Lawton, Michael Lynagh, Brett Papworth, Simon Poidevin, Ross Reynolds, Enrique Rodríguez, Andrew Slack , Steve Tuynman

| 23. August 1986 | Neuseeland                                               | 13 : 12        | Australien                                | Carisbrook, Dunedin Zuschauer: 28.000 Schiedsrichter: Derek Bevan (Wales) |
| 23. August 1986 | Versuche: Kirk Straftritte: Cooper (2) Dropgoals: Cooper | (13:3) Bericht | Straftritte: Lynagh (3) Dropgoals: Lynagh | Carisbrook, Dunedin Zuschauer: 28.000 Schiedsrichter: Derek Bevan (Wales) |

Aufstellungen:
- Neuseeland: Frano Botica, Mike Brewer, Gregory Cooper, Craig Green, Jock Hobbs, David Kirk , John Kirwan, Gary Knight, Steve McDowall, Murray Pierce, Hika Reid, Joe Stanley, Warwick Taylor, Alan Whetton, Gary Whetton
- Australien: Matthew Burke, Bill Campbell, David Campese, Steve Cutler, Nick Farr-Jones, Peter Grigg, Mark Hartill, Thomas Lawton, Michael Lynagh, Jeffrey Miller, Brett Papworth, Simon Poidevin, Enrique Rodríguez, Andrew Slack , Steve Tuynman

| 6. September 1986 | Neuseeland               | 9 : 22         | Australien                                                         | Eden Park, Auckland Zuschauer: 48.000 Schiedsrichter: Brian Anderson (Schottland) |
| 6. September 1986 | Straftritte: Crowley (3) | (6:12) Bericht | Versuche: Campese Leeds Erhöhungen: Lynagh Straftritte: Lynagh (4) | Eden Park, Auckland Zuschauer: 48.000 Schiedsrichter: Brian Anderson (Schottland) |

Aufstellungen:
- Neuseeland: Frano Botica, Mike Brewer, Kieran Crowley, Craig Green, Jock Hobbs, David Kirk , John Kirwan, Gary Knight, Steve McDowall, Murray Pierce, Hika Reid, Mark Shaw, Joe Stanley, Arthur Stone, Gary Whetton
- Australien: Matthew Burke, Bill Campbell, David Campese, Steve Cutler, Nick Farr-Jones, Mark Hartill, Thomas Lawton, Andrew Leeds, Michael Lynagh, Jeffrey Miller, Brett Papworth, Simon Poidevin, Enrique Rodríguez, Andrew Slack , Steve Tuynman